# Arconsat
Arconsat település Franciaországban, Puy-de-Dôme megyében. Lakosainak száma 576 fő (2022. január 1.). Arconsat Saint-Priest-la-Prugne, Les Salles, Chausseterre, Celles-sur-Durolle és Chabreloche községekkel határos.

## Népesség
A település népességének változása:
| Lakosok száma | 624  | 612  | 630  | 604  | 594  | 585  | 585  | 580  | 576  |
|               | 2013 | 2015 | 2016 | 2017 | 2018 | 2019 | 2020 | 2021 | 2022 |